# Skellefteå nya tidning
Skellefteå nya tidning var en tidning som gavs ut i Skellefteå stad 1860–1919. Tidningen ersatte den nedlagda veckotidningen Skellefteå tidning. Från 1919 använde tidningen prefixet Västerbottens Dagblad. Den gavs ut i en upplaga om 2 500–3 000 exemplar.
Tidningen trycktes hos Per Olof Ellverson som erhöll utgivningsbevis den 11 juni 1860. Den trycktes hos Ellverson fram till dennes död och därefter övertog sonen Per Mauritz Ellverson verksamheten. Sonen erhöll utgivningsbevis den 30 januari 1884. Bland övriga redaktörer kan nämnas Petrus Burman, Ragnar Lundborg och James Kock. 
Tidningen gavs ut med olika frekvens: 
- 1860–1886 Veckovis
- 1886–1905 Två gånger per vecka
- 1905–1916 Tre gånger per vecka
- 1916–1917 Fyra gånger per vecka
- 1917–1919 Sex gånger per vecka

Tidningens politiska beteckning ändrades också över tid: från 1906 var beteckningen frisinnad, från 1908 moderat liberal och från 1912 moderat.